# Robert Jonquet
Robert Jonquet (Párizs, 1925. május 3. – Reims, 2008. december 18.) francia válogatott labdarúgó, edző.

## Sikerei, díjai
- Stade de Reims
  - Francia bajnok: 1948–49, 1952–53, 1954–55, 1957–58, 1959–60
  - Francia kupa: 1949–50, 1957–58
  - Francia szuperkupa: 1955, 1958, 1960
  - Latin kupa: 1953